# جائزة كلومبي-روبرتس

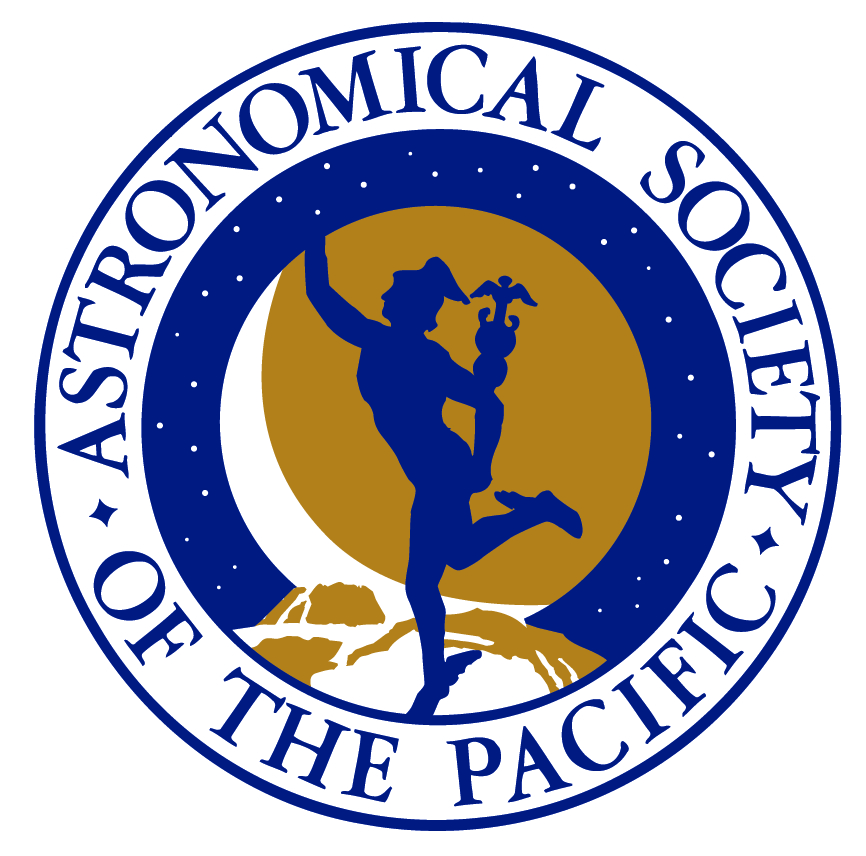
شعار الجمعية الفلكية في منطقة المحيط الهادئ.

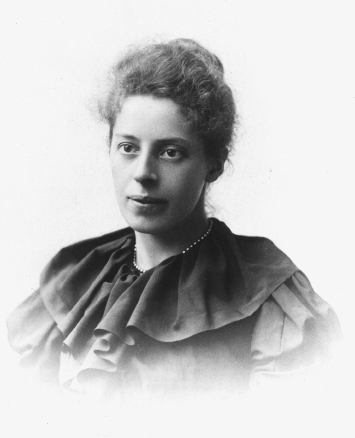
دوروثي كلومبكه

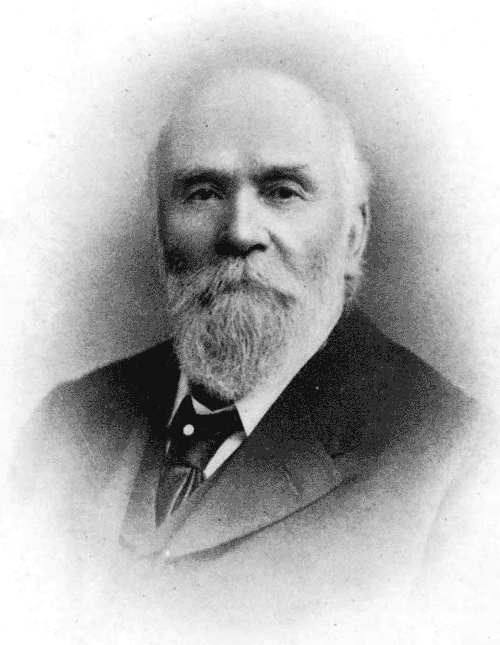
إسحاق روبرتس

جائزة كلومبي-روبرتس إحدى الجوائز الدولية والوطنية السبع لخدمة علوم الفلك تقدمها الجمعية الفلكية في منطقة المحيط الهادئ تم تأسيسها من خلال تركة عالمة الفلك دوروثي كلومبكه لتكريم زوجها إسحاق روبرتس ووالديها. تقدم الجائزة تكريما للمساهمات البارزة لشرح علوم الفلك للجمهور سواء كانت تلك المساهمات عبارة عن محاضرات تعليمية، منشورات، علوم وفنون أو غيرها من المساعي. تعتبر الجائزة أرفع جائزة من نوعها.

## الفائزون
بدأت الجمعية الفلكية في منطقة المحيط الهادئ بتسليم الجائزة منذ عام 1974 حيث فاز بها كارل ساغان.
- عام 2017: باول ديلاني، جامعة يورك.
- عام 2016: كريس إمبي، جامعة ولاية أريزونا كلية العلوم.
- عام 2015: روبرتيه نيميروف من جامعة ميشيغان التكنولوجية بالتقاسم مع جيري بونيل من جامعة ميريلاند.[4]
- عام 2014: دينيس شاتز.
- عام 2013: ماري كاي هيمانواي.
- عام 2012: إيان ريدباث.
- عام 2011: بول دافيس.
- عام 2010: مارسيا بارتوسياك.
- عام 2009: إيزابيل هوكينز
- عام 2008: دافا سوبيل
- عام 2007: نورين جريس
- عام 2006: جيفري روزندال
- عام 2005: جيف غولدشتاين
- عام 2004: سيث شوستاك
- عام 2003: مشروع هابل للتراث من معهد مراصد علوم الفضاء
- عام 2002: دون ديفيس وجون لومبيرج
- عام 2001: ساندي بريستون
- عام 2000: جاك هوركهيمر
- عام 1999: ستيفن بي ماران
- عام 1998: جولييتا فييرو
- عام 1997: فرانكلين إم برانلي
- عام 1996: تيرينس ديكنسون
- عام 1995: هايدي هامل
- عام 1994: أندرو فراكنوي
- عام 1993: ديفيد موريسون
- عام 1992: فيليب موريسون
- عام 1991: ريتشارد بيري
- عام 1990: دونالد غولدسميث
- عام 1989: إد كروب
- عام 1988: جوزيف إم شامبرلين
- عام 1987: محررو مجلة سكاي أند تلسكوب
- عام 1986: تيموثي فيريس
- عام 1985: جيمس ستوكلي
- عام 1984: ديبورا بيرد
- عام 1983: هيلين سوير هوغ
- عام 1982: بارت بوك
- عام 1981: ديتريك تومسن
- عام 1980: والتر سوليفان
- عام 1979: وليام جيه كوفمان الثالث
- عام 1978: باتريك مور
- عام 1977: فريد هويل
- عام 1976: تشيلسي بونستيل
- عام 1975: إسحق عظيموف
- عام 1974: كارل ساغان

## وصلات خارجية
- جائزة كلومبي روبرتس.
- مجلة الجمعية الفلكية في منطقة المحيط الهادئ.